# Luci di segnalazione ostacoli al volo
Le luci di segnalazione degli ostacoli al volo (SOV) sono dispositivi di illuminazione utilizzati per essere posti su strutture che possono costituire un pericolo per il volo  al fine di evitare collisioni.
Le luci sono dimensionate e poste in modo da rendere le strutture più visibili ai velivoli che transitano nelle vicinanze e sono utilizzate sia di giorno che di notte, a seconda del tipo di ostacolo da segnalare e della tipologia di segnalazione che si intende adottare.
Il tipo e l'intensità delle lampade possono variare a seconda delle caratteristiche del terreno, della localizzazione geografica, della tipologia di strutture.

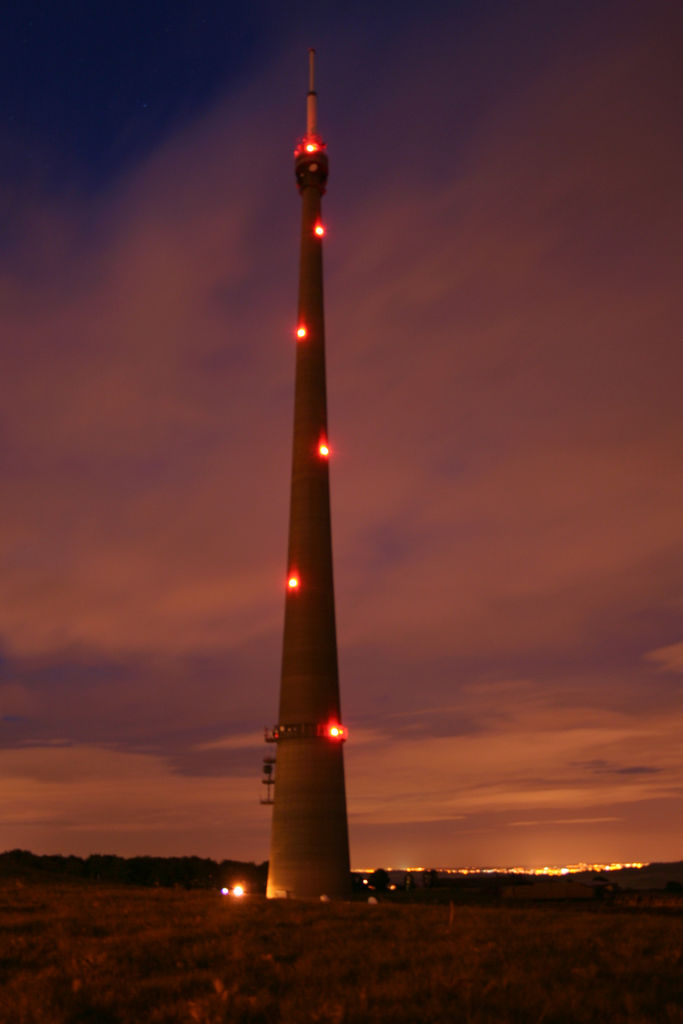
Luci rosse sulla torre Emley Moor, in Inghilterra.

## Tipi di luci

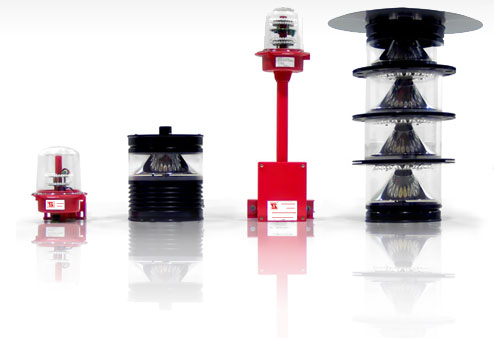
Esempio di lampade a bassa, media ed alta intensità

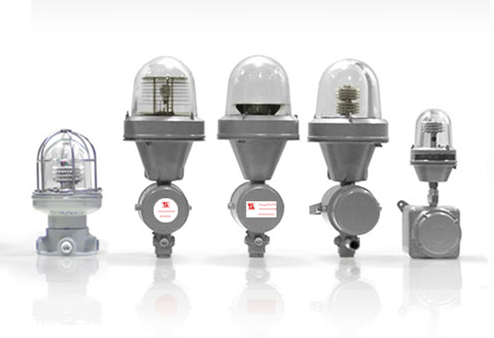
Esempio di lampade antideflagranti

Una prima, generica, suddivisione delle differenti tipologie di luci che possono essere utilizzate è la seguente:
- Luci a bassa intensità, tipicamente di colore rosso e utilizzate per segnalazioni notturne;
- Luci a media intensità di colore rosso, utilizzate per segnalazione notturna;
- Luci a media intensità di colore bianco, utilizzate per segnalazione notturna e diurna;
- Luci ad alta intensità di colore bianco, utilizzate per la segnalazione diurna e notturna e crepuscolo (con intensità ridotta).

Un'altra suddivisione utilizzata dalla Federal Aviation Administration (FAA) è la seguente:
1. Luci rosse di segnalazione ostacoli che emettono un fascio intermittente (flashing) o fisso (steady) e sono utilizzate di notte e per segnalare strutture da 46 m in su (disposte anche su più livelli).
2. Luci bianche di segnalazione ostacoli di media intensità intermittenti. Possono essere utilizzate sia per li periodo diurno che notturno, riducendo l'intensità e vengono raccomandate per strutture superiori a 61m fino a 152 m. Hanno una frequenza tipica di 40-60 lampi al minuto e un'intensità di 20000 cd di giorno e al tramonto e 2000 cd di notte.
3. Luci di segnalazione ostacoli di alta intensità intermittenti. Da utilizzare per segnalare strutture con un'altezza superiore ai 152 m hanno una frequenza di 40-60 lampi al minuto e un'intensità pari a 200000 cd di giorno, 20000 cd al tramonto e 2000 cd di notte.
4. Doppia illuminazione. Sono sistemi che utilizzano le lampade rosse per la notte e lampade bianche di media o alta intensità, tipo flashing, per il giorno e il tramonto. Grazie all'utilizzo di questi sistemi non sono necessari altri tipi di segnalazione, quali la colorazione bianca e rossa delle strutture.
5. Luci di segnalazione per elettrodotti. Una tipologia particolare di luci di segnalazione ostacoli è costituita dai sistemi di segnalazione ostacoli a volo per elettrodotti; vengono richiesti dei sistemi di illuminazione posti su tre livelli a segnalare il punto più alto dell'elettrodotto, quello più basso e un livello intermedio.

A livello tecnologico le luci di segnalazione hanno subito un'importante evoluzione con la recente introduzione dei LED. Attualmente la maggior parte delle lampade utilizza LED al posto delle ormai sorpassate lampade ad incandescenza, questo perché i LED consentono un'ottimizzazione dei costi, dei consumi e dei costi di manutenzione garantendo un significativo aumento della vita media dei dispositivi.
Per le lampade a bassa intensità sono anche utilizzati tubi a fluorescenza, mentre per lampade a media ed alta intensità vengono utilizzate lampade a scarica di gas Xeno.

## Utilizzo e posizionamento
Le luci di segnalazione possono essere posizionate su ogni struttura che possa costituire un pericolo e un ostacolo al volo: edifici, tralicci, torri, torri faro, strutture per le trasmissioni radio e televisive, camini, serbatoi molto alti, generatori eolici.
Tra le normative che definiscono gli standard più diffusi per la segnalazione degli ostacoli a volo è importante citare la norma ICAO (International Civil Aviation Organization), riconosciuta a livello internazionale al pari della norma FAA.
Le norme definiscono anche come devono essere posizionate le luci, per identificare il perimetro delle strutture in differenti livelli e ad altezze predefinite.